# Douradina (kommun i Brasilien, Paraná)
Douradina är en kommun i Brasilien.   Den ligger i delstaten Paraná, i den södra delen av landet, 1 000 km sydväst om huvudstaden Brasília. Antalet invånare är 7 446.
Trakten runt Douradina består i huvudsak av gräsmarker. Runt Douradina är det glesbefolkat, med 13 invånare per kvadratkilometer.